# Thomson Rock
Der Thomson Rock ist ein rund 900 m hoher Nunatak an der Rymill-Küste des Palmerlands auf der Antarktischen Halbinsel. Er ragt 5 km östlich des Mount Bagshawe am östlichen Rand der Batterbee Mountains auf.
Das UK Antarctic Place-Names Committee benannte ihn 1977 nach dem Geologen Michael Robert Alexander Thomson (* 1942), der von 1963 bis 1966 für den British Antarctic Survey auf den Stationen am Fossil Bluff und auf Stonington Island tätig war.